# Giorgi Vazagašvili
Giorgi Vazagašvili (* 19. dubna 1974 Gori, Sovětský svaz) je bývalý gruzínský zápasník–judista, bronzový olympijský medailista z roku 2000. Od roku 2004 reprezentoval krátce Řecko.

## Sportovní kariéra
S judem začínal v 10 letech v rodném Gori pod vedením Kartlose Pavlijašviliho. Poprvé se objevil v gruzínské reprezentaci v superlehké váze do 60 kg v roce 1992 jako vážný konkurent tehdejší (ex)sovětské jedničky Nazima Husejnova pro účast na olympijských hrách v Barceloně. S kolegou z reprezentace Giorgi Revazišvilim později tvořil ojedinělou dvojici. Během své sportovní startoval ve třech různých váhových kategoriích, kdy se do každé průběžně vracel.
V roce 1996 startoval jako úřadující mistr Evropy na olympijských hrách v Atlantě v superlehké váze do 60 kg a hned úvodním kole zaváhal v zápase s Italem Girolamo Giovinazzem. Přes opravy následně vybojoval sedmé místo. V roce 1998 se vážně zranil a vynechal celou sezonu. V roce 2000 startoval na olympijských hrách v Sydney v pololehké váze do 66 kg. Ve čtvrtfinále opět nestačil na Itala Giovinazza, který ho v polovině zápasu hodil na ippon technikou ippon-seio-nage. Přes opravy se probojoval do boje o třetí místo, ve kterém v napínavém boji plném strhů porazil Nizozemce Patricka van Kalkena a získal bronzovou olympijskou medaili. Po olympijských hrách se mu vracela zranění a postupně přišel o post reprezentační jedničky. V roce 2003 ho gruzínští představitelé pustili do Řecka, které reprezentoval jako domácí na olympijských hrách v Athénách. Do své formy z devadesátých let však měl daleko a vypadl v úvodním kole. Sportovní kariéru ukončil v roce 2006. Věnuje se trenérské práci doma v Gruzii.
Giorgi Vazagašvili byl pravoruký judista s krásnými strhy joko-sutemi-waza, které doplňoval šikovným přechodem do boje zemi a submisivními technikami škrcení a držení.

## Výsledky
| Turnaj             | Gruzie                              | Gruzie                              | Gruzie                              | Gruzie                              | Gruzie                              | Gruzie                              | Gruzie                              | Gruzie                              | Gruzie                              | Gruzie                              | Řecko                               | Řecko                               | Řecko                               |
| Turnaj             | 1993                                | 1994                                | 1995                                | 1996                                | 1997                                | 1998                                | 1999                                | 2000                                | 2001                                | 2002                                | 2003                                | 2004                                | 2005                                |
| Turnaj             | 19                                  | 20                                  | 21                                  | 22                                  | 23                                  | 24                                  | 25                                  | 26                                  | 27                                  | 28                                  | 29                                  | 30                                  | 31                                  |
| Turnaj             | superlehká / pololehká / lehká váha | superlehká / pololehká / lehká váha | superlehká / pololehká / lehká váha | superlehká / pololehká / lehká váha | superlehká / pololehká / lehká váha | superlehká / pololehká / lehká váha | superlehká / pololehká / lehká váha | superlehká / pololehká / lehká váha | superlehká / pololehká / lehká váha | superlehká / pololehká / lehká váha | superlehká / pololehká / lehká váha | superlehká / pololehká / lehká váha | superlehká / pololehká / lehká váha |
| ------------------ | ----------------------------------- | ----------------------------------- | ----------------------------------- | ----------------------------------- | ----------------------------------- | ----------------------------------- | ----------------------------------- | ----------------------------------- | ----------------------------------- | ----------------------------------- | ----------------------------------- | ----------------------------------- | ----------------------------------- |
| Olympijské hry     |                                     |                                     |                                     | 7.                                  |                                     |                                     |                                     | 3.                                  |                                     |                                     |                                     | úč.                                 |                                     |
| Mistrovství světa  | 3.                                  |                                     | 2.                                  |                                     | 3.                                  |                                     | úč.                                 |                                     | —                                   |                                     | —                                   |                                     | úč.                                 |
| Mistrovství Evropy | úč.                                 | —                                   | 2.                                  | 1.                                  | 1.                                  | —                                   | 3.                                  | —                                   | —                                   | —                                   | —                                   | úč.                                 | úč.                                 |
| MS juniorů         |                                     | 1.                                  |                                     |                                     |                                     |                                     |                                     |                                     |                                     |                                     |                                     |                                     |                                     |
| ME juniorů         | 1.                                  | —                                   |                                     |                                     |                                     |                                     |                                     |                                     |                                     |                                     |                                     |                                     |                                     |